# 阿普奧萊
阿普奧萊是立陶宛克萊佩達縣斯庫奧達斯區一個歷史悠久的村落，位於斯庫奧達斯東側8公里，緊鄰盧奧巴河，2011年統計全村人口為119人。阿普奧萊為立陶宛有文獻紀錄的最早聚居地，當地原有波羅的部落庫洛尼亞人的丘堡，丘堡旁的聚落可追溯至公元一世紀，有歷史文獻記載854年當地人與征討此地的瑞典維京人發生衝突。現今阿普奧萊每年舉辦阿普奧萊節。

## 行政區劃
據文獻記載16世紀末時阿普奧萊屬於斯庫奧達斯堂區的格魯斯特斯區，當時當地有一些貴族的房舍。蘇聯統治時期，1954年至1963年阿普奧萊為阿普奧萊區的行政中心，1963年被併入阿萊桑德里約斯區，即今克萊佩達縣斯庫奧達斯區阿萊桑德里約斯長老區。
1989年阿普奧萊人口為155人，2001年統計此地有人口132人，2011年則為119人。

## 歷史

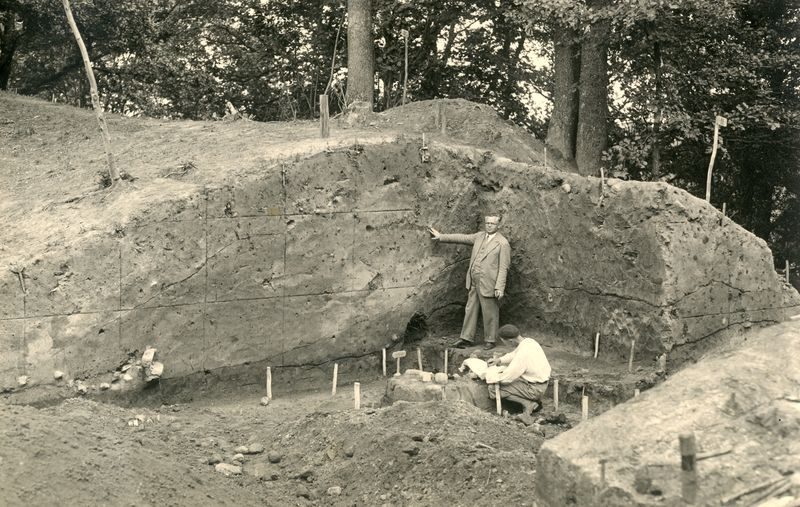
1931年的考古挖掘現場

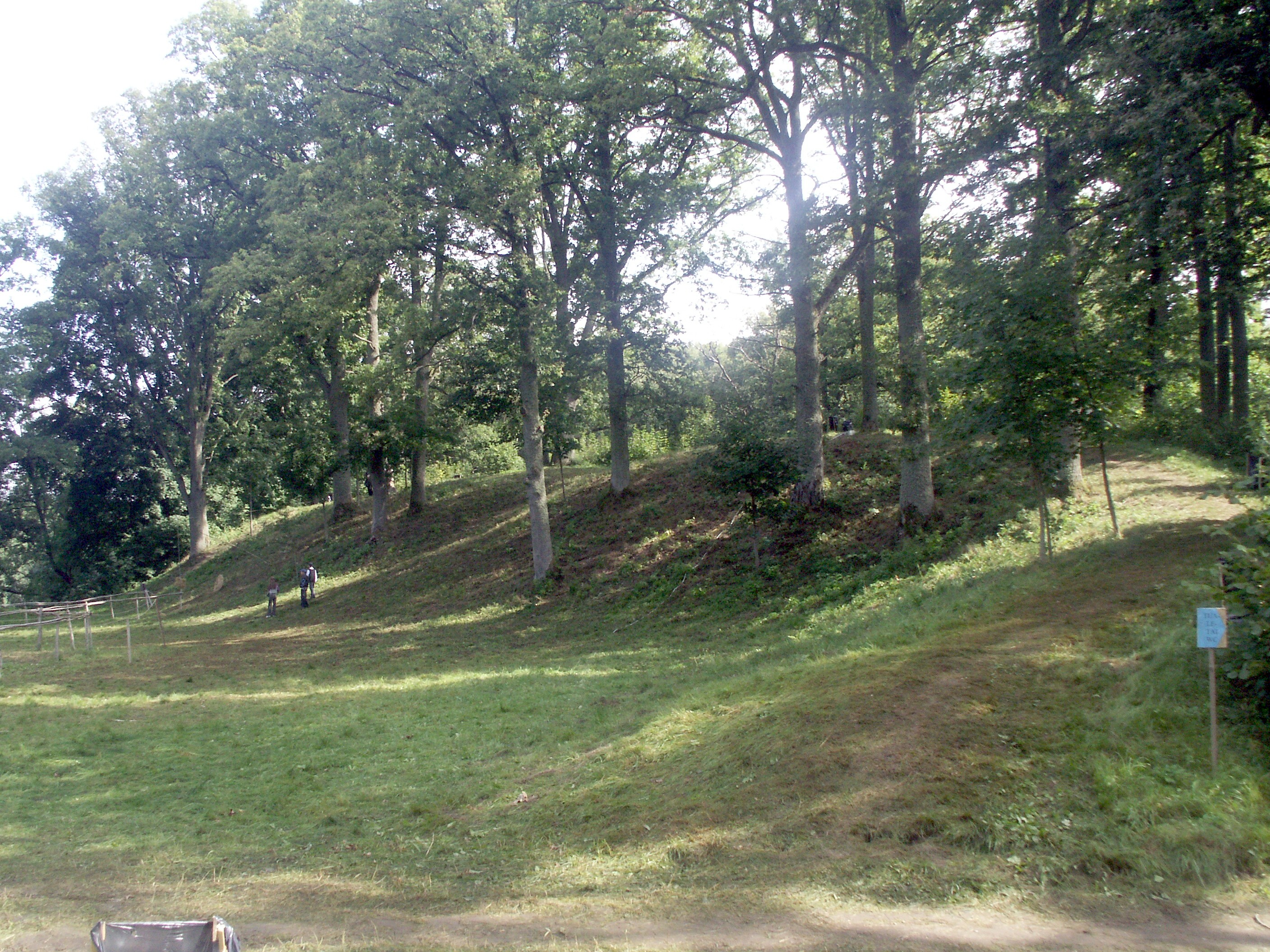
阿普奧萊的丘堡遺址

阿普奧萊原為波羅的部落庫洛尼亞人的丘堡，此木造堡壘位於盧奧巴河與其支流布魯基斯河的交會處，年代可追溯至公元一世紀，考古研究也顯示丘堡旁有一大型村落，顯示此地很早便有聚落發展
九世紀的不來梅大主教倫伯特在其著作《安斯卡聖徒傳記》中提到庫洛尼亞人和維京人的衝突，854年阿普奧萊的庫洛尼亞人反抗瑞典的維京人，拒絕向其納貢，隨後丹麥人進攻此丘堡，試圖使其改向自己納貢，阿普奧萊將其擊敗並繳獲許多戰利品。瑞典國王奧洛夫王聽聞丹麥戰敗後，組織了大型遠征軍進攻庫洛尼亞人，首先襲擊並焚毀了格羅比尼亞，接著包圍阿普奧萊，當地1萬5千人據丘堡固守八天後投降，向瑞典軍隊繳納贖金、宣誓效忠，並送出30名人質以保證持續納貢。
1253年里加大主教與立窩尼亞騎士團簽署條約時又提到了阿普奧萊，將其形容為荒廢的土地，顯示當時丘堡可能已毀，居民則遷至他處。
18世紀末起阿普奧萊的丘堡與墓園遺址吸引了歷史學家與考古學家的注意，立陶宛考古學家愛德華·沃爾特斯與瑞典考古學家伯格·內曼於1928年至1932年首度在此展開考古挖掘工作，發掘的文物藏於考那斯的維陶塔斯大帝戰爭博物館，考古工作的論文發表則因立陶宛被蘇聯佔領後與瑞典的聯繫中斷而被擱置，直到內曼於1971年逝世後，後人翻閱其檔案才發現他在1950年左右撰寫的阿普奧萊考古研究手稿，進而於2009年將其出版。

## 阿普奧萊節
2004年起，阿普奧萊每年八月倒數第二個週末都會舉辦名為阿普奧萊節（又稱阿普奧萊854）的活動，重現9至13世紀阿普奧萊的生活場景，吸引歷史與考古學愛好者穿著中世紀服飾、配戴中世紀的武器盔甲參加。